# 박동실
박동실(朴東實, 1897년~1968년)은 서편제의 대표적인 명창중 한명으로 알려져있다. 조선 판소리 명창 김채만에게서 지도받았다. 거문고 산조의 대가인 박석기의 초빙으로 김소희, 한애순, 김녹주, 박후성 등에게 판소리를 가르쳤다.
심청가를 잘한 것으로 알려져있다.
한편 가수 김정호의 외할아비지이다. 박동실의 딸 박순자는 김정호의 어머니이다.

## 같이 보기
- 춘향가